# Nososticta koolpinyah
Nososticta koolpinyah là loài chuồn chuồn trong họ Platycnemididae. Loài này được Watson & Theischinger mô tả khoa học đầu tiên năm 1984.